# سیما ثابت
سیما ثابت (زاده ۱۰ اردیبهشت ۱۳۵۸) روزنامه‌نگار و مجری پیشین شبکه تلویزیونی ایران اینترنشنال است.

## زندگی‌نامه
سیما ثابت زاده ۱۰ اردیبهشت ۱۳۵۸ در زاهدان است. او دارای مدرک کارشناسی صنایع غذایی از دانشگاه فردوسی و مدرک کارشناسی ارشد در رشته روابط بین‌الملل و دکترای علوم سیاسی از دانشگاه لندن است.
او در سال ۱۳۸۴ همکاری خود را با برنامه غذایی (WFP) سازمان ملل شروع کرد و به عنوان امدادرسان راهی اردوگاه‌های کشور افغانستان شد.

## فعالیت‌ها
او در سال ۱۳۸۵ به عنوان روزنامه‌نگار در رادیو بی‌بی‌سی مشغول به کار شد و مدتی گوینده برنامه چشم‌انداز بامدادی رادیو بی‌بی‌سی فارسی بود. ثابت در سال ۱۳۹۷ پس از ۱۲ سال از رادیو بی‌بی‌سی فارسی جدا شد و به شبکه تلویزیونی ایران اینترنشنال پیوست.
سیما ثابت در تلویزیون ایران اینترنشنال، مجری برنامه گفتگومحور و تحلیلی چشم‌انداز با سیما ثابت بود. این برنامه براساس نظرسنجی مؤسسه گمان، محبوب‌ترین برنامه ایران اینترنشنال و پربیننده‌ترین برنامه گفتگومحور رسانه‌های فارسی‌زبان بود.
در هفته‌های نخست اعتراضات ضدحکومتی در شهرهای مختلف ایران پس از کشته‌شدن ژینا مهسا امینی، سیما ثابت به دعوت کمیته حقوق‌بشر، در پارلمان اروپا در بروکسل سخنرانی کرد. این سخنرانی یک هفته پس از جمعه خونین زاهدان بود. سیما ثابت در این سخنرانی، ضمن اشاره به کشتار مردم در زاهدان، و کردستان، خواستار همبستگی جامعه جهانی با مردم ایران شد.
وی یکی از خبرنگاران ایرانی بود که در معرض هدف حمله تروریستی جمهوری اسلامی قرار گرفت. ‎آی‌تی‌وی گزارش داد جاسوس‌های سپاه در اکتبر ۲۰۲۲ به یک قاچاقچی انسان پیشنهاد دادند در ازای ۲۰۰ هزار دلار، سیما ثابت و فرداد فرحزاد را بکشد اما فرد اجیر شده که یک جاسوس دوجانبه بود، این توطئه را افشا کرد. در ابتدا قرار بود برنامه ترور با خودروی بمب‌گذاری‌شده صورت بگیرد، اما سپس فرماندهان سپاه قدس، خواستار ترور سیما ثابت با چاقوی آشپزخانه شدند.
این تلاش جمهوری اسلامی واکنش‌های اعتراضی گسترده‌ای در سطح بین‌المللی و در بین گروه‌های سیاسی ایرانی داشت. بریتانیا و آمریکا، در یک اقدام هماهنگ و مشترک، تحریم‌هایی را علیه چندین فرمانده ارشد سپاه قدس به دلیل مشارکت در توطئه ترور سیما ثابت و فرداد فرحزاد، اعمال کردند. همچنین وزارت خارجه بریتانیا، کاردار سفارت جمهوری اسلامی در لندن را احضار و مراتب اعتراض بریتانیا را به جمهوری اسلامی ابلاغ کرد.
حامد اسماعیلیون، مسیح علی‌نژاد،  نازنین بنیادی، عبدالله مهتدی، رضا پهلوی، از جمله شخصیت‌های سیاسی بودند که با انتشار بیانیه‌ها و توییت‌های جداگانه‌ای، اقدام تلاش سپاه پاسداران برای ترور سیما ثابت و فرداد فرحزاد و حمله به روزنامه‌نگاران را محکوم کردند.
سیما ثابت در سال ۱۴۰۲ از شبکه تلویزیونی ایران اینترنشنال جدا شد.
به دلیل تهدیدهای پی در پی جمهوری اسلامی، واحد ضد تروریسم پلیس متروپولیتن لندن بعد از حمله به پوریا زراعتی از سیما ثابت خواست تا موقتاً در خانه نماند و تحت نظارت امنیتی باشد.
سیما ثابت در گفتگوهای متعدد با رسانه‌های غربی، از جمله اسکای‌نیوز،  بی‌بی‌سینیوز و گاردین، خواستار واکنش قاطع بریتانیا علیه اقدامات تروریستی جمهوری اسلامی در خاک این کشور شد. او همچنین از مدافعان افزودن سپاه پاسداران انقلاب اسلامی، به فهرست گروه‌های تروریستی بریتانیا و اتحادیه اروپا است. او همچنین با انتشار مقاله‌هایی تحلیلی در نشریه آمریکایی هیل، خواستار تغییر استراتژی غرب در خصوص جمهوری اسلامی، تشکیل ائتلاف جهانی برای مقابله با اقدامات بی‌ثبات کننده حکومت ایران و حمایت جهانی از جنبش زن، زندگی، آزادی شده است.